# IC 15
IC 15 је елиптична галаксија у сазвјежђу Кит која се налази на листи објеката дубоког неба у Индекс каталогу.
Деклинација објекта је - 0° 3' 41" а ректасцензија 0h 27m 57,5s. Привидна величина (магнитуда) објекта IC 15 износи 15,0 а фотографска магнитуда 16,0. IC 15 је још познат и под ознакама IRAS 00253-0020, PGC 165498.